# Edward Boxer (ammiraglio)
Edward Boxer (Dover, 27 febbraio 1784 – Balaklava, 4 giugno 1855) è stato un ammiraglio inglese.

## Biografia
Edward Boxer entrò nella Royal Navy nel 1798. Dopo otto anni di servizio prima sotto il capitano Charles Brisbane e poi sotto l'ammiraglio Cuthbert Collingwood, nel luglio 1807 fu promosso tenente e assegnato alla nave del capitano Benjamin Hallowell Carew.
Nel 1815 Boxer fu promosso comandante e nel 1822 ricevette il comando della corvetta Sparrowhawk di stanza ad Halifax in Nuova Scozia; nel 1823 fu promosso capitano. Nel 1824 ritornò in Inghilterra, dove prestò servizio nella Guardia costiera. Nel 1827 ritornò ad Halifax, dove ricevette il comando della fregata Hussar, che mantenne fino al 1830. In seguito ebbe altri incarichi finché nel 1837 ricevette il comando della fregata Pique, con cui effettuò viaggi in Nordamerica e nelle Indie Occidentali.
Nel 1840 si recò con la Pique nel Mediterraneo, dove partecipò al bombardamento di Acri contro Ibrāhīm Pascià; per quest'azione ricevette l'onorificenza britannica di Cavaliere Compagno dell'Ordine del Bagno e una medaglia d'oro dal governo turco.
Tornato in America, nel 1841 fu nominato comandante del porto di Québec. Boxer si occupò di progetti riguardanti il potenziamento del porto e la costruzione di un osservatorio astronomico in città. Grazie ai suoi interessi nei trasporti e nelle comunicazioni, dal 1847 al 1849 entrò a far parte del comitato direttivo della British North American Electric Telegraph Association.
Nel marzo del 1853 fu promosso contrammiraglio e qualche mese più tardi lasciò Québec per ritornare in Europa.
Nel dicembre del 1854, durante la Guerra di Crimea, fu nominato sovrintendente del porto di Balaklava, dove morì di colera nel giugno del 1855.